# Polná (Hazlov)
Polná (in tedesco Hirschfeld) è una frazione di Hazlov, comune ceco del distretto di Cheb, nella regione di Karlovy Vary.

## Geografia fisica
Il villaggio si trova 2 km a sud ovest da Hazlov.
Altri comuni limitrofi sono Podílná e Buchwald ad ovest, Lipná, Výhledy, Skalka e Nebesa a nord, Ostroh, Zelený Háj, Mýtinka e Poustka ad est e Seichenreuth, Hŭrka, Dobrošov, Libá, Pomezná, Fischern, Hohenberg e Freundschaft a sud.

## Storia
La prima menzione scritta del borgo risale al 1307.

## Monumenti
- Il più antico edificio in Polná è una casa di legno con un'immagine della Cappella di Nostra Signora, risalente al 1792.
- Vicino al villaggio, verso Hazlov, sono presenti diverse reliquie.
- Lungo il confine vi è una pietra di granito, che ricorda una croce greca. Vi sono opiniosi controverse se essa sia un monumento, o semplicemente un fenomeno naturale.

## Galleria d'immagini

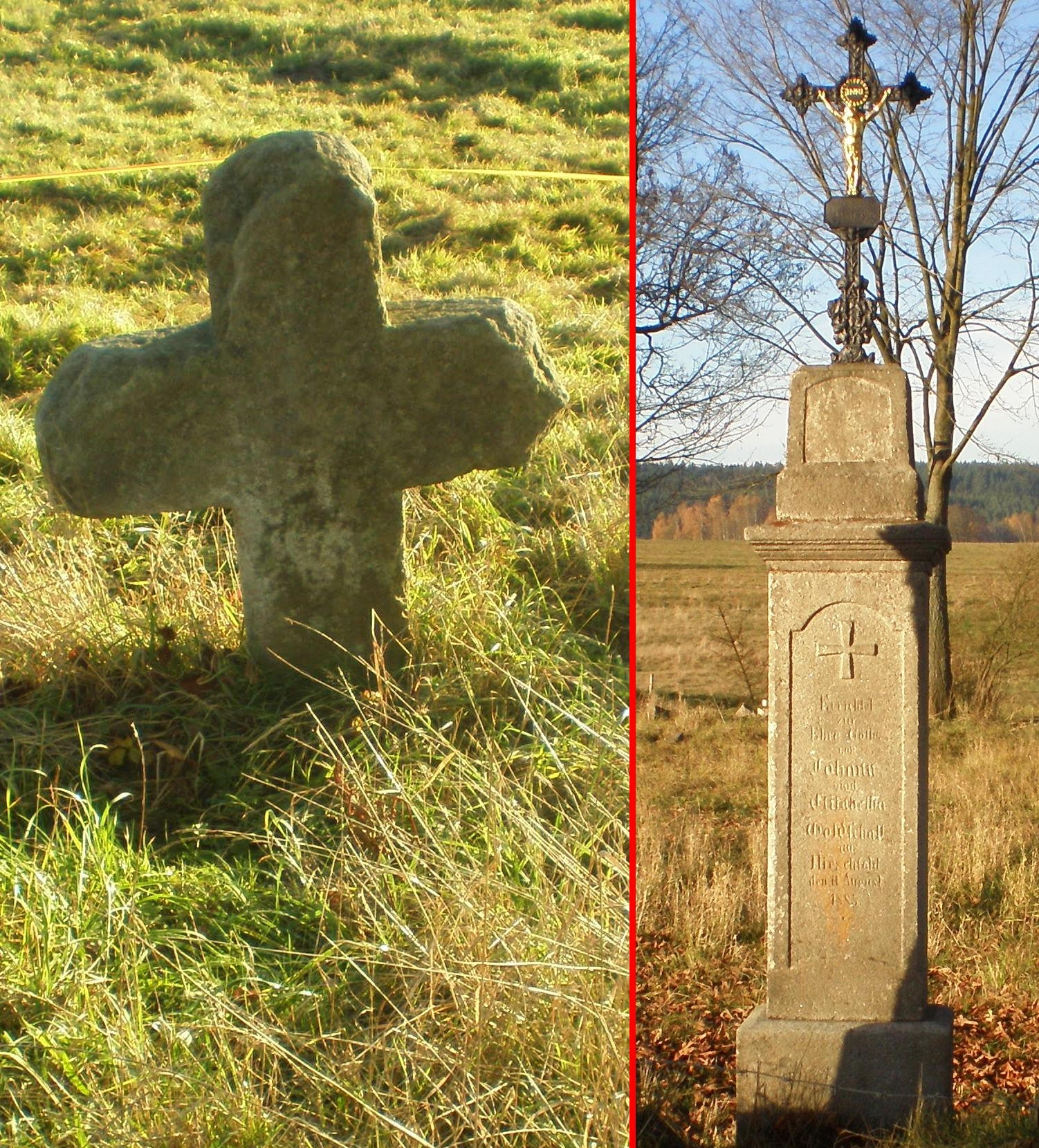
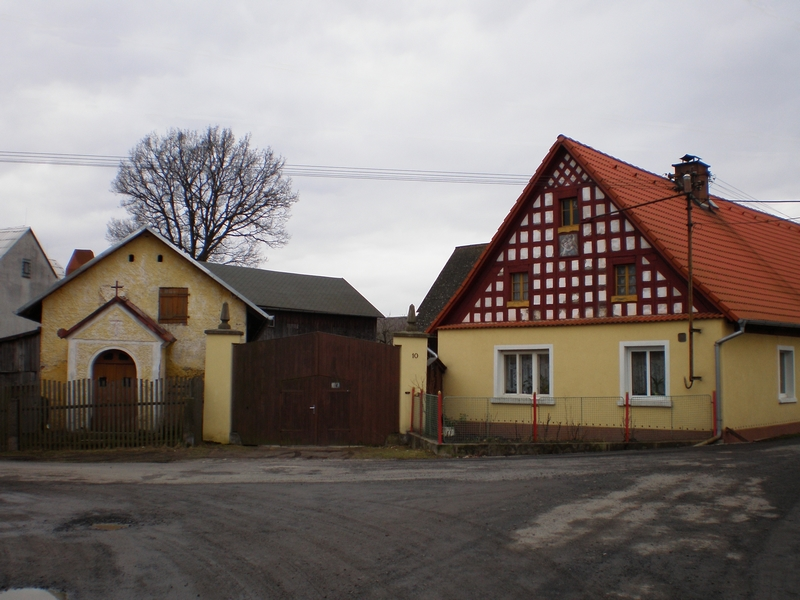

## Società

### Evoluzione demografica
| Anno        | 1850 | 1930 | 1947 | 1961 | 1970 | 2001 |
| ----------- | ---- | ---- | ---- | ---- | ---- | ---- |
| Popolazione | 587  | 524  | 117  | 139  | 101  | 45   |